# Axylia ustula
Axylia ustula là một loài bướm đêm trong họ Noctuidae.